# Chrysler 200C EV
La Chrysler 200C EV, pour « Electric Vehicle », est un concept car électrique à prolongateur d'autonomie développé par le constructeur automobile américain Chrysler, présenté au salon de Détroit 2009.

## Aperçu
Le véhicule est basé sur la plateforme technique LX raccourcie de Chrysler.
Le moteur électrique fournit 268 ch (200 kW), une grande puissance pour ce type de moteur, ce qui explique son autonomie relativement faible. Ce concept est entièrement électrique ou presque, puisqu'un « petit moteur thermique » à essence de 74 ch (55 kW) assure la recharge des batteries une fois que celles-ci ont atteint leur autonomie maximale, à savoir 64 km (40 miles) (640 km (400 miles) en mode thermique). Cette berline Chrysler est néanmoins électrique et non hybride, car son moteur thermique ne fonctionne que lorsque les batteries sont vides, contrairement à l'hybride où les deux moteurs fonctionnent en synergie. Pneus avant et arrière P245/45R20. La voiture a une accélération de 0 à 100 km/h d'environ 7 secondes, avec une vitesse de pointe de plus de 190 km/h.
L'intérieur intègre des fonctionnalités uConnect contrôlées via un écran tactile panoramique multimédia. Il comprend un "mode adolescent" qui avertit d'une conduite fantasque ou de la sortie d'une distance spécifiée et limite la vitesse maximale.
Le véhicule est dévoilé au salon international de l'auto de l'Amérique du Nord 2009.

## Conception
Le design extérieur est dirigé par Nick Malachowski. L'intérieur est conçu par l'Advance Interior Design Studio de Chrysler LLC, dirigé par Ryan Patrick Joyce. Le plancher du véhicule s'inspire d'un jardin de rocailles zen.